# Pais para Sempre
A Associação para a Defesa dos Filhos dos Pais Separados, mais conhecida como Pais para Sempre, é uma associação portuguesa de pais que, em conjunção com outras organizações congéneres, procura a obtenção de igualdade de direitos entre ambos os pais de menores no tocante aos seus cuidados de saúde física, emocional, financeira, etc, acabando com a discriminação, e consequente distância a que um dos progenitores é legado no período pós-divórcio.